# 4470 Sergeev-Censkij
4470 Sergeev-Censkij là một tiểu hành tinh vành đai chính với chu kỳ quỹ đạo là 2031.9217159 ngày (5.56 năm).
Nó được phát hiện ngày 31 tháng 8 năm 1978.